# Rodrigo Ramallo
Rodrigo Luis Ramallo Cornejo, mais conhecido como Rodrigo Ramallo, ou simplesmente Ramallo (Santa Cruz de la Sierra, 14 de outubro de 1990), é um futebolista boliviano que atua como atacante. Atualmente, joga pelo Always Ready.
É filho do ex-jogador Luis Ramallo, que disputou a Copa de 1994 pela Seleção Boliviana.

## Carreira

### The Strongest e Jorge Wilstermann
Profissionalizou-se em 2008, com apenas 17 anos de idade, pelo The Strongest, disputando 88 partidas e marcando 21 gols até 2013. No mesmo ano, foi contratado pelo Jorge Wilstermann, onde jogou por uma temporada antes de voltar ao Strongest em 2014.

### E. C. Vitória
Em 4 de julho de 2016, foi apresentado como novo reforço do Esporte Clube Vitória, com contrato até junho do ano de 2017, sendo seu primeiro clube fora de seu país natal. Porém o vínculo foi rescindido no início de 2017.

## Seleção Boliviana
Rodrigo Ramallo fez parte do elenco da Seleção Boliviana que disputou a Copa América Centenário. Na competição, pouco fez para evitar a eliminação de La Verde na primeira fase.